# 朴蒼岩
朴 蒼岩（パク・チャンアム、박창암、朴蒼巖）は、大韓民国の軍人。特殊部隊創設の産婆役を務め、韓国軍の遊撃戦及び心理情報戦分野の大家として知られている。

## 経歴
1921年、咸鏡南道北青郡に生まれる。延吉師範学校に入学し、卒業後は教師となった。1943年、間島特設隊に入隊。
1946年、軍事英語学校に入学。同年2月、金永澤、金インキ、朴林恒、朴俊鎬、李再起、崔在桓、崔昌崙らと共に越北。特殊工作のため朝鮮人民軍に入隊。1947年4月、方圓哲、金永澤、朴俊鎬、李再起、崔昌崙ら満州国軍出身と平壌刑務所に収監されたが、1948年5月4日に出所して9月23日に集団で韓国に越南。1949年、韓国軍に入隊して、12月8日付で予備役中尉任官（軍番20041番）。1949年8月に創設された報国大隊に所属し、第2中隊長。1950年、報国大隊は第3師団に配属され、討伐作戦で成果を上げると、朴の中隊は第7師団に派遣された。
1950年7月12日、大田で現役に編入（軍番11700番）され、第1軍団直轄捜索隊隊長。
1950年8月、第15連隊秘密第2大隊長として多富洞の戦いに参加。北進時に第8師団捜索隊長。1951年2月、第8師団対戦車砲大隊長。
1951年4月、カークランド（Kirkland）部隊隊長。
1952年、李龍文作戦局長が特殊部隊の創設を計画し、50名の基幹要員の1人に選ばれ、ハワイ近隣島で訓練を受ける。1952年2月24日から7月14日まで米特殊戦学校で教育を受ける。同年8月に帰国すると第9172部隊に所属し、後に部隊長。
1952年冬、ムジゲ部隊隊長として済州島のゲリラ討伐に参加。
1960年、陸軍士官学校生徒隊長。1961年、5・16軍事クーデターが起こると士官候補生を率いて参加。
1961年7月～1962年6月、革命検察部長。不正蓄財者の清算などに尽力した。革命検察部長在職時に残った予算を政府に返上したことで話題となった。その後、軍事顧問としてベトナムに派遣される。
1963年1月、准将で予備役編入。「革命の目的は達成されたので、軍は当初の約束通り民間人に政権を委譲し、軍本来の任務に戻るべきだ」と主張するが、同年3月、クーデター容疑で逮捕。同年9月、軍法会議で懲役7年の刑を宣告される。服役して1年後に刑免除処分で出獄。
1968年、私財を投げうって月刊誌「自由」を創刊し、2001年まで発刊し続けた。